# La Neuville-Saint-Pierre
La Neuville-Saint-Pierre es una comuna francesa situada en el departamento de Oise, en la región de Alta Francia. Tiene una población estimada, a inicios de 2021, de 163 habitantes.

## Demografía
| 116 | 125 | 104 | 114 | 147 | 140 | 164 | 163 |
| Para los censos de 1962 a 1999 la población legal corresponde a la población sin duplicidades (Fuente: INSEE [Consultar]) |     |     |     |     |     |     |     |